# Cromwell (Wielka Brytania)
Cromwell – wieś w Anglii, w hrabstwie Nottinghamshire, w dystrykcie Newark and Sherwood. Leży 31 km na północny wschód od miasta Nottingham i 188 km na północ od Londynu. Miejscowość liczy 188 mieszkańców.